# Gizio (fiume)
Il Gizio è un fiume situato in Abruzzo, principale affluente del Sagittario. Nasce nel Vallone di Santa Margherita, sotto l'abitato di Pettorano sul Gizio, e attraversa i comuni di Pettorano sul Gizio e Sulmona; gran parte delle sue acque vengono prelevate all'interno della sorgente mediante una galleria di adduzione ed immesse nell'omonimo acquedotto che rifornisce di acqua i comuni di Pettorano sul Gizio e frazioni, Sulmona e frazioni, Pratola Peligna, Raiano, Corfinio.
Nei pressi della sorgente è presente un'opera di derivazione: le sue acque sono in parte utilizzate per la centrale idroelettrica "Pettorano", progettata dall'architetto Eusebio Petetti.
Più a valle, ma prima di Sulmona, sono presenti un'altra centrale (denominata "Pietre Regie") e varie traverse destinate a deviare l'acqua per usi irrigui: qui nasce il canale Forma Grande, il più importante perché da questo si dipartono i canaletti ("formelle") che, come una rete di capillari, portano l'acqua ai campi ed alimentano l'acquedotto del nucleo industriale di Sulmona.
A valle dell'abitato di Sulmona riceve le acque del fiume Vella (secco durante i mesi estivi in quanto le sue acque vengono utilizzate per irrigare i terreni) e successivamente confluisce nel fiume Sagittario.